# Pimpla burmensis
Pimpla burmensis là một loài tò vò trong họ Ichneumonidae.